# パデレフスキ国際ピアノコンクール
パデレフスキ国際ピアノコンクール（ポーランド語: Międzynarodowy Konkurs Pianistyczny im. I. J. Paderewskiego）は、ポーランドのビドゴシチで開催されている国際ピアノコンクールである。

## 概要
2010年、国際音楽コンクール世界連盟により正式に認定された。I・J・パデレフスキ名称ビドゴシチ音楽協会（通称: パデレフスキ音楽協会）により主催されるようになった1994年の第3回開催時から国際コンクールとなり、1998年以降は3年に一度、27歳以下の世界中のピアニストを対象に開催されている。歴代入賞者の中には国際的に活躍する日本人ピアニスト根津理恵子（2004年）、山本貴志（2006年）などがいる。予選から本選までのいずれかの段階でパデレフスキの作品が課される。

## 特典
上位入賞者は、特典としてショパン国際ピアノコンクール第1次予選に予備審査抜きでシードされる。